# San Francisco de los Romo
San Francisco de los Romo – miasto w środkowym Meksyku, w środkowej części stanu Aguascalientes, siedziba władz gminy San Francisco de los Romo. Miejscowość jest położona na płaskowyżu, w górach Sierra Madre Wschodnia na wysokości 1 894 m n.p.m.. San Francisco de los Romo leży około 22 km na północ od stolicy stanu Aguascalientes. W 2010 roku ludność miasta liczyła 16 124 mieszkańców.
Nazwa miasta pochodzi od nazwiska nabywcy okolicznych gruntów w 1879 roku. Hacienda San Blas Pavilion, należąca do rodziny już ponad 130 lat funkcjonuje w dalszym ciągu i można ją zwiedzać. W 1991 roku miejscowość dekretem gubernatora stanu Aguascalientes podniesiono do rangi miejscowości gminnej.
W mieście warto zwiedzić kilka zabytkowych kościołów, na czele z najbardziej okazałym kościołem św. Franciszka. Ponadto w mieście znajduje się muzeum zabawek.